# Norges B-landslag i fotboll
Norges B-landslag i fotboll spelade sin första landskamp den 29 september 1929, mötte Sverige i Stockholm och åkte på en förlust med 1-3. Laget kom sedan att spela landskamper mot bland andra Sverige, som man sedan mötte årligen under 1930-talet man tog första vinsten då man vann med 5-4 i Gävle den 24 september 1954, Danmark från 1945 och Finland från 1951.
Laget kom senare att återupplivas.